# Protée (1930)
Protée (Q155) – francuski oceaniczny okręt podwodny z okresu międzywojennego i II wojny światowej, jedna z 31 jednostek typu Redoutable. Okręt został zwodowany 31 lipca 1930 w stoczni Société Nouvelle des Forges et Chantiers de la Méditerranée w La Seyne-sur-Mer, a do służby w Marine nationale wszedł w listopadzie 1932. Podczas wojny jednostka pełniła służbę na Morzu Śródziemnym i Atlantyku, a od zawarcia zawieszenia broni między Francją a Niemcami znajdowała się pod kontrolą Brytyjczyków w Aleksandrii. Po lądowaniu Aliantów w Afryce Północnej „Protée” wszedł w skład marynarki Wolnych Francuzów. 29 grudnia 1943 okręt zatonął nieopodal Marsylii po wejściu na minę. Wrak jednostki został odnaleziony w 1995 roku.

## Projekt i budowa
„Protée” zamówiony został na podstawie programu rozbudowy floty francuskiej z 1926 roku. Projekt (o sygnaturze M6 ) był ulepszeniem pierwszych powojennych francuskich oceanicznych okrętów podwodnych – typu Requin. Poprawie uległa krytykowana w poprzednim typie zbyt mała prędkość osiągana na powierzchni oraz manewrowość. Okręty typu Redoutable miały duży zasięg i silne uzbrojenie; wadą była ciasnota wnętrza, która powodowała trudności w dostępie do zapasów prowiantu i amunicji. Konstruktorem okrętów był inż. Jean-Jacques Roquebert.
„Protée” zbudowany został w stoczni Société Nouvelle des Forges et Chantiers de la Méditerranée w La Seyne-sur-Mer . Stępkę okrętu położono 4 października 1928 , a zwodowany został 31 lipca 1930.

## Dane taktyczno-techniczne
„Protée” był dużym, oceanicznym okrętem podwodnym o konstrukcji dwukadłubowej. Długość całkowita wynosiła 92,3 metra (92 metry między pionami), szerokość 8,2 metra i zanurzenie 4,7 metra. Wyporność standardowa w położeniu nawodnym wynosiła 1384 tony (normalna 1570 ton), a w zanurzeniu 2084 tony. Okręt napędzany był na powierzchni przez dwa silniki wysokoprężne Sulzer o łącznej mocy 6000 KM. Napęd podwodny zapewniały dwa silniki elektryczne o łącznej mocy 2000 KM. Dwuśrubowy układ napędowy pozwalał osiągnąć prędkość 17 węzłów na powierzchni i 10 węzłów w zanurzeniu. Zasięg wynosił 10 000 Mm przy prędkości 10 węzłów w położeniu nawodnym (lub 4000 Mm przy prędkości 17 węzłów) oraz 100 Mm przy prędkości 5 węzłów w zanurzeniu. Zbiorniki paliwa mieściły 95 ton oleju napędowego . Dopuszczalna głębokość zanurzenia wynosiła 80 metrów, a czas zanurzenia 45-50 sekund. Autonomiczność okrętu wynosiła 30 dób .
Okręt wyposażony był w siedem wyrzutni torped kalibru 550 mm: cztery na dziobie i jeden potrójny zewnętrzny aparat torpedowy. Prócz tego za kioskiem znajdował się jeden podwójny dwukalibrowy (550 lub 400 mm) aparat torpedowy . Na pokładzie było miejsce na 13 torped, w tym 11 kalibru 550 mm i dwie kalibru 400 mm . Uzbrojenie artyleryjskie stanowiło działo pokładowe kalibru 100 mm M1925 L/45 oraz zdwojone stanowisko wielkokalibrowych karabinów maszynowych Hotchkiss kalibru 13,2 mm L/76 .
Załoga okrętu składała się z 4 oficerów oraz 57 podoficerów i marynarzy.

## Służba

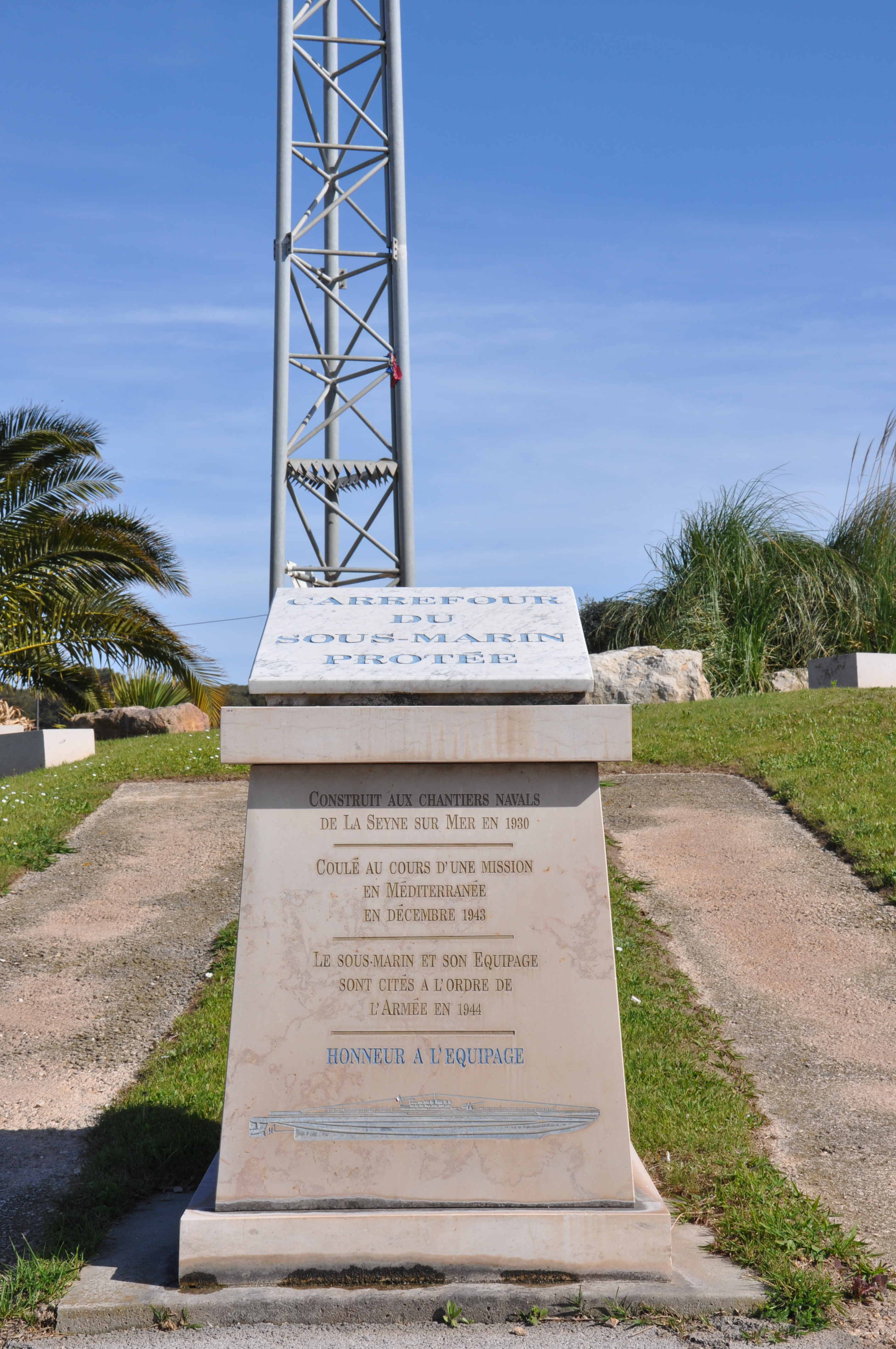
Pomnik upamiętniający „Protée” w La Seyne-sur-Mer.

„Protée” został przyjęty do służby w Marine nationale 1 listopada 1932 . Jednostka otrzymała numer burtowy Q155 . W momencie wybuchu II wojny światowej okręt pełnił służbę na Morzu Śródziemnym, będąc jednostką flagową 3. dywizjonu 3. eskadry 1. Flotylli okrętów podwodnych w Tulonie (jednostka przechodziła remont, który zakończył się 1 grudnia 1939) . Dowódcą okrętu był w tym okresie kmdr ppor. E.J.J. Gras . 3 lutego 1940 „Protée” oraz niszczyciele „Simoun” i „Le Fortune” wyszły z Oranu w rejs do Casablanki. Po pokonaniu 4 lutego Cieśniny Gibraltarskiej zostały wysłane w celu zbadania wybuchu w pobliżu duńskiego parowca „Java” o pojemności 8681 BRT (na pozycji 36°34′N 8°55′W/36,566667 -8,916667) . 23 lutego „Protée” próbował zatrzymać napotkany statek handlowy, który odpowiedział ogniem z działa pokładowego, zmuszając okręt do zanurzenia. Niedoszłym niemieckim łamaczem blokady okazał się francuski parowiec „Aragaz” (5009 BRT), a do zdarzenia doszło na pozycji 32°10′N 11°00′W/32,166667 -11,000000 . 18 kwietnia okręt opuścił Casablankę i w eskorcie niszczyciela „Trombe” 19 kwietnia pokonał Cieśninę Gibraltarską, dopływając 21 kwietnia do Bizerty .
W czerwcu 1940 okręt znajdował się w Bejrucie w składzie 3. dywizjonu okrętów podwodnych (wraz z „Actéon” i „Achéron”), a jego dowódcą był kmdr ppor. J.M.L.J. Garreau . 10 czerwca, po wypowiedzeniu wojny przez Włochy jednostka opuściła bazę, udając się na patrol w rejon archipelagu Dodekanez, na wschód od Leros . Po podpisaniu przez Francję zawieszenia broni z Niemcami, Brytyjczycy podjęli kroki zmierzające do zapobieżenia przejęcia floty francuskiej przez III Rzeszę. Efektem tego była operacja Catapult, przeprowadzona na początku lipca 1940. W dniach 3-7 lipca w Aleksandrii doszło do neutralizacji okrętów francuskich tworzących tzw. Zespół „X” (pancernik „Lorraine”, krążowniki ciężkie „Duquesne”, „Tourville” i „Suffren”, krążownik lekki „Duguay-Trouin”, niszczyciele „Forbin” i „Le Fortune” oraz okręt podwodny „Protée”). Jednostki zostały rozbrojone, wypompowano z nich paliwo oraz zredukowano ich załogi.
Po lądowaniu Aliantów w Afryce Północnej, „Protée” w styczniu 1943 został reaktywowany i 30 maja 1943 wszedł w skład marynarki Wolnych Francuzów  . 29 grudnia 1943 okręt, patrolujący rejon między Tulonem a Marsylią, nieopodal tej ostatniej wszedł na minę i zatonął . Wraz z francuską załogą śmierć poniosło trzech Brytyjczyków: oficer łącznikowy ppor. rez. A.N. DeWael oraz dwóch marynarzy – sygnalistów .

## Odnalezienie wraku
W 1995 roku francuskie przedsiębiorstwo Comex, specjalizujące się w badaniach podwodnych, przypadkowo odkryło wrak „Protée” leżący na głębokości 130 metrów 20 km od wybrzeża, między Marsylią a Tulonem, testując nowy sonar zamontowany na miniaturowym okręcie podwodnym „Remora 2000” . Uszkodzenia wraku potwierdziły wersję o zatopieniu jednostki w wyniku wejścia na pole minowe .